# 長臂人
長臂人（ちょうひじん）は中国に伝わる伝説上の人種である。修臂（しゅうひ）とも。古代中国では南方に位置する国に棲んでいたとされる。

## 概説
古代中国の地理書『山海経』の海外西経によると、長股国は三首国・周饒国の東にあり、長臂人は非常に長い手をもつ人間の姿だという。その長い手をつかい、魚を捕る。
類書である王圻『三才図会』では長臂国は東の海にあり、長臂人たちは近くにすむ長股人（ちょうこじん）たちに背負われて海に入り魚を捕る。また、昔ある人が海で一丈あまりの長さの袖（そで）をもつ衣服を発見したことがあり、長臂人のものであると言われたという事が記されている。日本の『和漢三才図会』や奈良絵本『異国物語』などでもその解説が使われている。

## 日本への影響
日本では手長（てなが）という存在として普及している。
『頭書増補訓蒙図彙大成』（1789年）では長臂国（ちょうひごく）という表示に対して「てながじま」という日本語を併記している。

## 長臂人の登場する作品
『鏡花縁』
長臂国が旅の途中に舞台として登場する。長臂人は長い長い手で魚を捕るのが巧いとされ、文章中でも魚を捕っている風景が描写されている。
『牛若弁慶島渡』
源義経の島渡りの物語を題材とした古浄瑠璃。「手ながしま」という島の住民として登場。8尺（約2.4メートル）の手をもつ。
富川吟雪『朝比奈島渡』
1776年。朝比奈三郎がたどりつく異国の一つとして「手長じま」が登場し描かれている。長い手で橋をつくってもらい朝比奈が渡る。
遊谷子『異国奇談和荘兵衛』後編（1779年）
和荘兵衛の漂流先である長足国に手長島の人々が登場している。手がとても長く自在であるが歩行がとても遅いため足長国の人に背負われうまく活動している。
葛飾北斎『北斎漫画』
第3編（1815年）に描かれている。「長臂」と書いて「てなが」とよませている。
歌川国芳 朝比奈諸国廻り図（1829年）
朝比奈三郎が出会ったとされるさまざまな異国人物が描かれている錦絵。手長島という表示の下に描かれている。
河鍋暁斎「柿の曲食」
錦絵による戯画組み物『暁斎百図』（1863年〜1866年）中の1枚「柿の曲食」に足長と手長が描かれている。

## 関連記事
- 長股人
- 足長手長
- 手長足長
- 長人